# Emmanuel Gonzalès
Pour l’article homonyme, voir Gonzalès.
Louis Jean Emmanuel Gonzalès est un romancier, feuilletoniste et dramaturge français, né le 25 octobre 1815 à Saintes et mort le 15 octobre 1887 à Paris 9e.

## Biographie

### Famille

Manet, Portrait d'Eva Gonzalès.

Enfant du romantisme français, Emmanuel Gonzalès prétendait descendre de l’une des douze familles de Monaco anoblies par Charles Quint à l'époque du protectorat espagnol. Dans Mignonne du roi. Mes jardins de Monaco (1860), il écrit : « Des douze familles anoblies par Charles Quint, il ne reste guère, outre la nôtre, que les Lancharès et les Brun. »
Il fait ses études de droit à Nancy. Encore tout jeune, il écrit pour le Patriote de la Meurthe sous les pseudonymes d'Augustus Stewart et d'Henry Royer.
Marié le 30 mars 1843 à la musicienne Marie-Céline Ragut (1823-1880), il est le père d'Eva Gonzalès et de Jeanne Guérard-Gonzalès, qui toutes deux ont été peintres.

### Carrière
Avocat, il dirige l'hebdomadaire satirique illustré La Caricature de 1839 à 1840, après avoir co-fondé la Revue de France (1835) et collaboré au journal Le Siècle.
Il signe ses articles sous son nom et sous les pseudonymes de Melchior Gomez, Ramon Goméril, Caliban. Il devient président de la Société des gens de lettres en 1864, ayant fait partie des fondateurs.
On le retrouve à la Revue des voyages (1852-1853).
Sa tombe se trouve au cimetière de Montmartre, 21e division, avec son buste, un bronze d'Anatole Marquet de Vasselot, que Zola inaugura en 1891.

### Décoration
Le 13 août 1861, il est nommé chevalier de la Légion d'honneur.

## Influence
Il est l'auteur des Frères de la côte, dont la lecture marqua Émile Zola dans son enfance, suivant l'éloge qu'il fit de son auteur à l'occasion de l'inauguration d'un buste en sa mémoire le 25 octobre 1891, lors d'une cérémonie organisée par la Société des gens de lettres.
Zola l'avait connu personnellement par l'intermédiaire d'Édouard Manet. Une des filles de Gonzalès, Eva, était en effet entrée dans l'atelier du peintre, et lui avait servi de modèle pour le tableau, Eva Gonzalès peignant dans l'atelier de Manet.

## Principales œuvres
- Le Rois des Rossignols, avec Molé-Gentilhomme, 1837
- La Luciole, avec Paul Gentilhomme, 1837
- Souffre douleur, 1838
- Les Mignons de la Lune, 1838
- Les Mémoires d'un ange, 1838
- Le Jettato, vaudeville, un acte, avec Pierre Dumanoir Le Pelley et Marc-Michel, Palais-Royal, 1841
- Le Livre d'amour, 1841
- Les Frères de la côte, 1844
- Les Sept Baisers de Buckingham, avec Hippolyte-Jules Demolière, 1846
- Les Francs Juges ou la Belle Novice, 1847
- Le Pêcheur de perles, 1849
- Le Vengeur du mari, 1851
- Le Chasseur d'hommes, 1853
- La Fille de l'aveugle, 1854
- Esaü le lépreux (Chroniques du temps de Duguesclin), 1856
- Les Frères de la Côte, drame, cinq actes, avec Henri de Koch, 1856
- Les Chercheurs d'or, 1857
- La Princesse russe, 1857
- La Mignonne du Roi, 1857
- Mes jardins de Monaco, 1860
- Les Trois Fiancées, 1860
- La Maîtresse du proscrit, 1862
- L'Hôtesse du Connétable, 1863
- Les Proscrits de Sicile, 1865
- Les Amours du Vert-Galant, 1866
- La Fiancée de la Mer, 1867
- Les Gardiennes du Trésor, 1871
- Les Danseuses du Caucase, 1876
- La Servante du diable, 1877
- Les Sabotiers de la Forêt Noire, 1866
- L'Épée de Suzanne, 1880
- [collectif] Rosario, nouvelle, in : Pique-Nique, E. Dentu, 1887

### Adaptation
Les Frères de la côte est adapté au théâtre en 1856, par l'auteur et Henry de Kock, sous la forme d'un « drame en 5 actes et 8 tableaux dont un prologue ».